# Королівські військово-повітряні сили Нової Зеландії
Королівські військово-повітряні сили Нової Зеландії (англ. The Royal New Zealand Air Force, маор. Te Tauaarangi o Aotearoa) — вид збройних сил, що входять до складу Збройних сил Нової Зеландії. Сформовані з новозеландських частин британських Королівських військово-повітряних сил, отримали самостійність у 1923 році, хоча більшість пілотів КВПС Нової Зеландії продовжували служити в рядах британських КВПС до кінця 1940-х рр. КВПС Нової Зеландії брали участь у Другій світовій війні, війні в Малайї, Корейській війні, війні у В'єтнамі та війні в Перській затоці, а також у різних миротворчих місіях Організації Об'єднаних Націй. У 1945 році максимальна кількість літаків КВПС Нової Зеландії складала понад 1000; до 2016 року кількість скоротилася до 51, вони зосереджуються на морському патрулюванні та транспортних завданнях для підтримки Королівського флоту Нової Зеландії та новозеландської армії. Бойовий потенціал закінчився в 2001 році після розформування ескадрильї A-4 Skyhawk. Військово-повітряні сили очолює віце-маршал повітряних сил, який призначається головнокомандуючим ВПС.
Гасло КВПС Нової Зеландії таке ж, як і в Королівських ВПС, — Per ardua ad astra (Через негаразди до зірок).